# Moss Lane
Moss Lane is een multifunctioneel stadion in het Engelse Altrincham, gelegen in de regio Greater Manchester. In het stadion worden de thuiswedstrijden gespeeld van zowel Altrincham FC als de reserves van Manchester United. Daarnaast wordt het gebruikt voor de bekerfinalewedstrijden in de Timperley & District Football League. De vier tribunes hebben samen 1.323 zitplaatsen en 4.762 staanplaatsen, waarmee de totale capaciteit 6.085 plaatsen is.